# Llista de topònims de Sant Hipòlit de Voltregà
Llista de topònims (noms propis de lloc) del municipi de Sant Hipòlit de Voltregà, a Osona
Informació actualitzada per un bot. Els canvis manuals es perdran quan s'actualitzi!

## carrer
| imatge | Nom                                         | Ubicat a                 | instància de | Detalls | coordenades                                                                                             | Protecció | Commons (més fotos) | Dades a WD                    |
| ------ | ------------------------------------------- | ------------------------ | ------------ | ------- | --- | --------- | ------------------- | ----------------------------- |
|        | Carrer Major                                | Sant Hipòlit de Voltregà | carrer       |         | 42° 00′ 53″ N, 2° 14′ 09″ E / 42.01481°N,2.23595°E ca:Carrer Major, 1-15 i 2-24                         |           |                     | Modifica les dades a Wikidata |
|        | carrer de Sant Martí                        | Sant Hipòlit de Voltregà | carrer       |         | 42° 01′ 00″ N, 2° 14′ 04″ E / 42.01676°N,2.23446°E ca:Carrer de Sant Martí, 1-11 i 2-18                 |           |                     | Modifica les dades a Wikidata |
|        | carrer de la Gleva                          | Sant Hipòlit de Voltregà | carrer       |         | 42° 00′ 50″ N, 2° 14′ 11″ E / 42.01395°N,2.23652°E ca:Carrer de la Gleva, 2-58 i 9-31                   |           |                     | Modifica les dades a Wikidata |
|        | carrer del Bisbe Morgades                   | Sant Hipòlit de Voltregà | carrer       |         | 42° 00′ 57″ N, 2° 14′ 22″ E / 42.01596°N,2.23958°E ca:Carrer del Bisbe Morgades, 1-29 i 2-10            |           |                     | Modifica les dades a Wikidata |
|        | carrer del Mallol                           | Sant Hipòlit de Voltregà | carrer       |         | 42° 01′ 03″ N, 2° 14′ 09″ E / 42.01751°N,2.2357°E ca:Carrer del Mallol, 3-43 i 4-38                     |           |                     | Modifica les dades a Wikidata |
|        | carrer del Puig - Tram 2                    | Sant Hipòlit de Voltregà | carrer       |         | 42° 00′ 48″ N, 2° 14′ 18″ E / 42.01342°N,2.2384°E ca:Carrer del Puig, 10-68 i 15-33                     |           |                     | Modifica les dades a Wikidata |
|        | carrer dels Germans Dalmau                  | Sant Hipòlit de Voltregà | carrer       | 1968    | 42° 00′ 42″ N, 2° 14′ 22″ E / 42.01178°N,2.23954°E ca:Carrer dels Germans Dalmau, 15-27 i 20-38         |           |                     | Modifica les dades a Wikidata |
|        | carrer dels Marquesos de Palmerola - Tram 1 | Sant Hipòlit de Voltregà | carrer       |         | 42° 00′ 56″ N, 2° 14′ 14″ E / 42.01558°N,2.23712°E ca:Carrer dels Marquesos de Palmerola, 2-32 i 3-25   |           |                     | Modifica les dades a Wikidata |
|        | carrer dels Marquesos de Palmerola - Tram 2 | Sant Hipòlit de Voltregà | carrer       |         | 42° 00′ 55″ N, 2° 14′ 22″ E / 42.01528°N,2.23945°E ca:Carrer dels Marquesos de Palmerola, 29-69 i 38-78 |           |                     | Modifica les dades a Wikidata |

## casa
| imatge | Nom                                             | Ubicat a                 | instància de | Detalls                                  | coordenades | Protecció                                  | Commons (més fotos)                            | Dades a WD                    |
| ------ | ----------------------------------------------- | ------------------------ | ------------ | ---------------------------------------- | --- | ------------------------------------------ | ---------------------------------------------- | ----------------------------- |
|        | Antiga masoveria el Mallol                      | Sant Hipòlit de Voltregà | casa         | Estil: arquitectura popular              | 42° 01′ 02″ N, 2° 14′ 09″ E / 42.017136°N,2.2359°E ca:Carrer del Mallol, 8 533 msnm                                              | bé integrant del patrimoni cultural català | Antiga masoveria el Mallol                     | Modifica les dades a Wikidata |
|        | Ca l'Agustinet                                  | Sant Hipòlit de Voltregà | casa         |                                          | 42° 00′ 58″ N, 2° 14′ 08″ E / 42.01619°N,2.23565°E ca:Plaça Nova, 3                                                              |                                            |                                                | Modifica les dades a Wikidata |
|        | Ca l'Apotecari                                  | Sant Hipòlit de Voltregà | casa         | 1902                                     | 42° 00′ 55″ N, 2° 14′ 11″ E / 42.01514°N,2.2364°E ca:Plaça de la Vila, 4                                                         |                                            |                                                | Modifica les dades a Wikidata |
|        | Can Gravat                                      | Sant Hipòlit de Voltregà | casa         |                                          | 42° 00′ 56″ N, 2° 14′ 12″ E / 42.01555°N,2.23672°E ca:Carrer dels Marquesos de Palmerola, 4                                      |                                            |                                                | Modifica les dades a Wikidata |
|        | Can Jaume Panicot                               | Sant Hipòlit de Voltregà | casa         | 18th century                             | 42° 00′ 49″ N, 2° 14′ 12″ E / 42.01354°N,2.23655°E ca:Carrer de la Gleva, 42                                                     |                                            |                                                | Modifica les dades a Wikidata |
|        | Can Marsal                                      | Sant Hipòlit de Voltregà | casa         | 1957                                     | 42° 01′ 00″ N, 2° 14′ 04″ E / 42.01669°N,2.23442°E ca:Carrer de Sant Martí, 5-7                                                  |                                            |                                                | Modifica les dades a Wikidata |
|        | Can Móra                                        | Sant Hipòlit de Voltregà | casa         |                                          | 42° 00′ 49″ N, 2° 14′ 15″ E / 42.01369°N,2.23756°E ca:Carrer del Puig, 17                                                        |                                            |                                                | Modifica les dades a Wikidata |
|        | Can Parés                                       | Sant Hipòlit de Voltregà | casa         |                                          | 42° 00′ 58″ N, 2° 14′ 25″ E / 42.01602°N,2.24029°E ca:Carrer de Sant Antoni, 2                                                   |                                            |                                                | Modifica les dades a Wikidata |
|        | Casa 'can Castells'                             | Sant Hipòlit de Voltregà | casa         | 1935                                     | 42° 00′ 54″ N, 2° 14′ 17″ E / 42.0151°N,2.23804°E ca:Passatge Parés, 14                                                          |                                            |                                                | Modifica les dades a Wikidata |
|        | Casa 'can Roma'                                 | Sant Hipòlit de Voltregà | casa         |                                          | 42° 00′ 48″ N, 2° 14′ 13″ E / 42.0133°N,2.23688°E ca:Passatge Parés, 3 i 5                                                       |                                            |                                                | Modifica les dades a Wikidata |
|        | Casa 'can Turet'                                | Sant Hipòlit de Voltregà | casa         | 1933                                     | 42° 00′ 49″ N, 2° 14′ 15″ E / 42.01351°N,2.23743°E ca:Passatge Parés, 6                                                          |                                            |                                                | Modifica les dades a Wikidata |
|        | Casa Agustí Arnau                               | Sant Hipòlit de Voltregà | casa         |                                          | 42° 00′ 53″ N, 2° 14′ 10″ E / 42.01476°N,2.23605°E ca:Carrer Major, 13                                                           |                                            |                                                | Modifica les dades a Wikidata |
|        | Casa Agustí Arnau                               | Sant Hipòlit de Voltregà | casa         |                                          | 42° 00′ 53″ N, 2° 14′ 10″ E / 42.01471°N,2.236°E ca:Carrer Major, 15                                                             |                                            |                                                | Modifica les dades a Wikidata |
|        | Casa Anna Toribio                               | Sant Hipòlit de Voltregà | casa         | 20th century                             | 42° 00′ 55″ N, 2° 14′ 10″ E / 42.01516°N,2.23623°E ca:Carrer Major, 2                                                            |                                            |                                                | Modifica les dades a Wikidata |
|        | Casa Antoni Puig                                | Sant Hipòlit de Voltregà | casa         |                                          | 42° 00′ 52″ N, 2° 14′ 08″ E / 42.01452°N,2.23547°E ca:Carrer Major, 24-26                                                        |                                            |                                                | Modifica les dades a Wikidata |
|        | Casa Campdelacreu i Marià Rovira                | Sant Hipòlit de Voltregà | casa         |                                          | 42° 00′ 55″ N, 2° 14′ 21″ E / 42.0154°N,2.23928°E ca:Carrer dels Marquesos de Palmerola, 47                                      |                                            |                                                | Modifica les dades a Wikidata |
|        | Casa Carme Capdevila                            | Sant Hipòlit de Voltregà | casa         |                                          | 42° 00′ 56″ N, 2° 14′ 13″ E / 42.01551°N,2.23708°E ca:Carrer dels Marquesos de Palmerola, 12                                     |                                            |                                                | Modifica les dades a Wikidata |
|        | Casa Carme Subiranes                            | Sant Hipòlit de Voltregà | casa         |                                          | 42° 00′ 55″ N, 2° 14′ 21″ E / 42.01541°N,2.23922°E ca:Carrer dels Marquesos de Palmerola, 45                                     |                                            |                                                | Modifica les dades a Wikidata |
|        | Casa Carmen Latorre                             | Sant Hipòlit de Voltregà | casa         | 17th century                             | 42° 00′ 53″ N, 2° 14′ 09″ E / 42.01484°N,2.23588°E ca:Carrer Major, 12                                                           |                                            |                                                | Modifica les dades a Wikidata |
|        | Casa Codinas                                    | Sant Hipòlit de Voltregà | casa         | Estil: arquitectura eclèctica 1897       | 42° 00′ 58″ N, 2° 14′ 10″ E / 42.016176°N,2.236125°E ca:Plaça Nova, 15                                                           | bé integrant del patrimoni cultural català | Casa Codinas (Sant Hipòlit de Voltregà)        | Modifica les dades a Wikidata |
|        | Casa Concepció Molas                            | Sant Hipòlit de Voltregà | casa         |                                          | 42° 00′ 51″ N, 2° 14′ 11″ E / 42.01427°N,2.23626°E ca:Carrer de la Gleva, 7-9                                                    |                                            |                                                | Modifica les dades a Wikidata |
|        | Casa Dolors Capdevila                           | Sant Hipòlit de Voltregà | casa         |                                          | 42° 00′ 53″ N, 2° 14′ 09″ E / 42.01468°N,2.23575°E ca:Carrer Major, 16                                                           |                                            |                                                | Modifica les dades a Wikidata |
|        | Casa Dolors Pijoan                              | Sant Hipòlit de Voltregà | casa         | 18th century                             | 42° 00′ 59″ N, 2° 14′ 08″ E / 42.0163°N,2.23548°E ca:Carrer de l'Hospital, 5                                                     |                                            |                                                | Modifica les dades a Wikidata |
|        | Casa Jaume Ginesta                              | Sant Hipòlit de Voltregà | casa         | 1902                                     | 42° 00′ 54″ N, 2° 14′ 11″ E / 42.01508°N,2.23634°E ca:Carrer Major, 1                                                            |                                            |                                                | Modifica les dades a Wikidata |
|        | Casa Jesús Castany                              | Sant Hipòlit de Voltregà | casa         |                                          | 42° 00′ 56″ N, 2° 14′ 21″ E / 42.01546°N,2.23912°E ca:Carrer dels Marquesos de Palmerola, 41                                     |                                            |                                                | Modifica les dades a Wikidata |
|        | Casa Joan Casas                                 | Sant Hipòlit de Voltregà | casa         |                                          | 42° 00′ 58″ N, 2° 14′ 24″ E / 42.01614°N,2.24009°E ca:Carrer del Bisbe Morgades, 29                                              |                                            |                                                | Modifica les dades a Wikidata |
|        | Casa Joan Espadaler                             | Sant Hipòlit de Voltregà | casa         |                                          | 42° 00′ 55″ N, 2° 14′ 17″ E / 42.01536°N,2.238°E ca:Carrer dels Marquesos de Palmerola, 28                                       |                                            |                                                | Modifica les dades a Wikidata |
|        | Casa Joan Palou                                 | Sant Hipòlit de Voltregà | casa         | 18th century                             | 42° 00′ 50″ N, 2° 14′ 11″ E / 42.01399°N,2.2364°E ca:Carrer de la Gleva, 26                                                      |                                            |                                                | Modifica les dades a Wikidata |
|        | Casa Joan Vila                                  | Sant Hipòlit de Voltregà | casa         | 18th century                             | 42° 00′ 52″ N, 2° 14′ 08″ E / 42.01431°N,2.23557°E ca:Carrer de la Gleva, 4                                                      |                                            |                                                | Modifica les dades a Wikidata |
|        | Casa Josep Bautista                             | Sant Hipòlit de Voltregà | casa         | 1685                                     | 42° 00′ 51″ N, 2° 14′ 11″ E / 42.01409°N,2.23651°E ca:Carrer de la Gleva, 17                                                     |                                            |                                                | Modifica les dades a Wikidata |
|        | Casa Josep Casas                                | Sant Hipòlit de Voltregà | casa         | 1764                                     | 42° 00′ 56″ N, 2° 14′ 14″ E / 42.0155°N,2.23732°E ca:Carrer dels Marquesos de Palmerola, 16                                      |                                            |                                                | Modifica les dades a Wikidata |
|        | Casa Josep Deseuras                             | Sant Hipòlit de Voltregà | casa         | 18th century                             | 42° 00′ 52″ N, 2° 14′ 08″ E / 42.01435°N,2.23549°E ca:Carrer de la Gleva, 2                                                      |                                            |                                                | Modifica les dades a Wikidata |
|        | Casa Josep Mallol                               | Sant Hipòlit de Voltregà | casa         |                                          | 42° 00′ 56″ N, 2° 14′ 12″ E / 42.01547°N,2.23665°E ca:Carrer dels Marquesos de Palmerola, 2                                      |                                            |                                                | Modifica les dades a Wikidata |
|        | Casa Josep Serra Gil                            | Sant Hipòlit de Voltregà | casa         | 1743                                     | 42° 00′ 58″ N, 2° 14′ 09″ E / 42.01608°N,2.2357°E ca:Carrer Mossèn Jacint Verdaguer, 19                                          |                                            |                                                | Modifica les dades a Wikidata |
|        | Casa Josep Serra Gil                            | Sant Hipòlit de Voltregà | casa         | 1743                                     | 42° 00′ 58″ N, 2° 14′ 09″ E / 42.01608°N,2.2357°E ca:Carrer Mossèn Jacint Verdaguer, 19                                          |                                            |                                                | Modifica les dades a Wikidata |
|        | Casa José Gómez                                 | Sant Hipòlit de Voltregà | casa         | 18th century                             | 42° 00′ 53″ N, 2° 14′ 08″ E / 42.01459°N,2.23562°E ca:Carrer Major, 20                                                           |                                            |                                                | Modifica les dades a Wikidata |
|        | Casa José Luis Miguel                           | Sant Hipòlit de Voltregà | casa         | 18th century                             | 42° 00′ 59″ N, 2° 14′ 08″ E / 42.0163°N,2.23555°E ca:Carrer de l'Hospital, 3                                                     |                                            |                                                | Modifica les dades a Wikidata |
|        | Casa Juan Alonso                                | Sant Hipòlit de Voltregà | casa         |                                          | 42° 00′ 55″ N, 2° 14′ 23″ E / 42.01527°N,2.23975°E ca:Carrer dels Marquesos de Palmerola, 61                                     |                                            |                                                | Modifica les dades a Wikidata |
|        | Casa Lluís Molas                                | Sant Hipòlit de Voltregà | casa         | 1728                                     | 42° 00′ 58″ N, 2° 14′ 09″ E / 42.016°N,2.23576°E ca:Carrer de Mossèn Jacint Verdaguer, 17                                        |                                            |                                                | Modifica les dades a Wikidata |
|        | Casa M. Àngels Castells                         | Sant Hipòlit de Voltregà | casa         | 1883                                     | 42° 00′ 53″ N, 2° 14′ 08″ E / 42.01463°N,2.23568°E ca:Carrer Major, 18                                                           |                                            |                                                | Modifica les dades a Wikidata |
|        | Casa Manuel López                               | Sant Hipòlit de Voltregà | casa         | 18th century                             | 42° 00′ 54″ N, 2° 14′ 09″ E / 42.0149°N,2.23594°E ca:Carrer Major, 10                                                            |                                            |                                                | Modifica les dades a Wikidata |
|        | Casa Margarita Sala                             | Sant Hipòlit de Voltregà | casa         |                                          | 42° 00′ 56″ N, 2° 14′ 21″ E / 42.01543°N,2.23917°E ca:Carrer dels Marquesos de Palmerola, 43                                     |                                            |                                                | Modifica les dades a Wikidata |
|        | Casa Maria Català                               | Sant Hipòlit de Voltregà | casa         |                                          | 42° 00′ 49″ N, 2° 14′ 12″ E / 42.01359°N,2.23674°E ca:Carrer de la Gleva, 29-31                                                  |                                            |                                                | Modifica les dades a Wikidata |
|        | Casa Marià Rovira                               | Sant Hipòlit de Voltregà | casa         |                                          | 42° 00′ 55″ N, 2° 14′ 22″ E / 42.01538°N,2.23935°E ca:Carrer dels Marquesos de Palmerola, 49                                     |                                            |                                                | Modifica les dades a Wikidata |
|        | Casa Miquel Erra                                | Sant Hipòlit de Voltregà | casa         |                                          | 42° 00′ 55″ N, 2° 14′ 22″ E / 42.01535°N,2.23946°E ca:Carrer dels Marquesos de Palmerola, 51                                     |                                            |                                                | Modifica les dades a Wikidata |
|        | Casa Miquel Fortuny                             | Sant Hipòlit de Voltregà | casa         | 1672                                     | 42° 00′ 51″ N, 2° 14′ 11″ E / 42.01412°N,2.23645°E ca:Carrer de la Gleva, 15                                                     |                                            |                                                | Modifica les dades a Wikidata |
|        | Casa Miquel Morera                              | Sant Hipòlit de Voltregà | casa         | 18th century                             | 42° 00′ 54″ N, 2° 14′ 10″ E / 42.01494°N,2.23598°E ca:Carrer Major, 8                                                            |                                            |                                                | Modifica les dades a Wikidata |
|        | Casa Núria Carrillo                             | Sant Hipòlit de Voltregà | casa         | 17th century                             | 42° 00′ 56″ N, 2° 14′ 14″ E / 42.0155°N,2.23724°E ca:Carrer dels Marquesos de Palmerola, 14                                      |                                            |                                                | Modifica les dades a Wikidata |
|        | Casa Pere Capdevila                             | Sant Hipòlit de Voltregà | casa         | 18th century                             | 42° 01′ 01″ N, 2° 14′ 05″ E / 42.01686°N,2.23459°E ca:Carrer de Sant Martí, 8                                                    |                                            |                                                | Modifica les dades a Wikidata |
|        | Casa Pere Mosull                                | Sant Hipòlit de Voltregà | casa         | 18th century                             | 42° 01′ 03″ N, 2° 14′ 09″ E / 42.0174°N,2.23585°E ca:Carrer del Mallol, 16                                                       |                                            |                                                | Modifica les dades a Wikidata |
|        | Casa Pilar Carrera                              | Sant Hipòlit de Voltregà | casa         |                                          | 42° 00′ 56″ N, 2° 14′ 13″ E / 42.01552°N,2.23697°E ca:Carrer dels Marquesos de Palmerola, 10                                     |                                            |                                                | Modifica les dades a Wikidata |
|        | Casa Ramon Castells                             | Sant Hipòlit de Voltregà | casa         |                                          | 42° 00′ 53″ N, 2° 14′ 09″ E / 42.01476°N,2.2358°E ca:Carrer Major, 14                                                            |                                            |                                                | Modifica les dades a Wikidata |
|        | Casa Ramon Serra                                | Sant Hipòlit de Voltregà | casa         | 1856                                     | 42° 00′ 49″ N, 2° 14′ 12″ E / 42.01364°N,2.23656°E ca:Carrer de la Gleva, 38                                                     |                                            |                                                | Modifica les dades a Wikidata |
|        | Casa Ramon Traveria                             | Sant Hipòlit de Voltregà | casa         | Estil: arquitectura popular 18th century | 42° 01′ 02″ N, 2° 14′ 09″ E / 42.017295°N,2.235876°E ca:Carrer del Mallol, 12                                                    | bé integrant del patrimoni cultural català | Casa Ramon Traveria (Sant Hipòlit de Voltregà) | Modifica les dades a Wikidata |
|        | Casa Ramon Vall-lamora                          | Sant Hipòlit de Voltregà | casa         | 1802                                     | 42° 00′ 56″ N, 2° 14′ 20″ E / 42.0155°N,2.23886°E ca:Carrer dels Marquesos de Palmerola, 35                                      |                                            |                                                | Modifica les dades a Wikidata |
|        | Casa Ricard Pastor Carrascosa                   | Sant Hipòlit de Voltregà | casa         | 18th century                             | 42° 00′ 59″ N, 2° 14′ 09″ E / 42.01652°N,2.23585°E ca:Carrer del Mallol, 3-5                                                     |                                            |                                                | Modifica les dades a Wikidata |
|        | Casa Rosa Casas                                 | Sant Hipòlit de Voltregà | casa         | 19th century                             | 42° 00′ 48″ N, 2° 14′ 17″ E / 42.01339°N,2.23807°E ca:Carrer del Puig, 20                                                        |                                            |                                                | Modifica les dades a Wikidata |
|        | Casa Serafí González                            | Sant Hipòlit de Voltregà | casa         | 18th century                             | 42° 01′ 03″ N, 2° 14′ 09″ E / 42.01743°N,2.23584°E ca:Carrer del Mallol, 18                                                      |                                            |                                                | Modifica les dades a Wikidata |
|        | Casa Teresa Sala                                | Sant Hipòlit de Voltregà | casa         | 17th century                             | 42° 00′ 48″ N, 2° 14′ 17″ E / 42.01338°N,2.23818°E ca:Carrer del Puig, 22                                                        |                                            |                                                | Modifica les dades a Wikidata |
|        | Casa Vicenç Casadesús                           | Sant Hipòlit de Voltregà | casa         |                                          | 42° 01′ 02″ N, 2° 14′ 09″ E / 42.01724°N,2.23591°E ca:Carrer del Mallol, 10                                                      |                                            |                                                | Modifica les dades a Wikidata |
|        | Cases Ramon Millàs i J. Albanell                | Sant Hipòlit de Voltregà | casa         | 1934                                     | 42° 00′ 56″ N, 2° 14′ 18″ E / 42.01567°N,2.23846°E ca:Passatge Parés, 24-26                                                      |                                            |                                                | Modifica les dades a Wikidata |
|        | casa a la plaça Nova, 17                        | Sant Hipòlit de Voltregà | casa         | Estil: arquitectura popular              | 42° 00′ 58″ N, 2° 14′ 10″ E / 42.016138888889°N,2.2362277777778°E 539 msnm                                                       | bé integrant del patrimoni cultural català | Casa a la plaça Nova, 17                       | Modifica les dades a Wikidata |
|        | casa al carrer del Puig, 12                     | Sant Hipòlit de Voltregà | casa         | Estil: arquitectura popular              | 42° 00′ 49″ N, 2° 14′ 15″ E / 42.013505°N,2.237593°E ca:Carrer del Puig, 12-14                                                   | bé integrant del patrimoni cultural català | Casa al carrer del Puig, 12                    | Modifica les dades a Wikidata |
|        | casa al carrer del Puig, 3-5                    | Sant Hipòlit de Voltregà | casa         | Estil: arquitectura popular              | 42° 00′ 50″ N, 2° 14′ 12″ E / 42.01376°N,2.236801°E ca:Carrer de la Gleva, 25 - Carrer del Puig, 1, 3-5                          | bé integrant del patrimoni cultural català |                                                | Modifica les dades a Wikidata |
|        | casa del Marquès de Remisa                      | Sant Hipòlit de Voltregà | casa         | 20th century                             | 42° 00′ 51″ N, 2° 14′ 09″ E / 42.01425°N,2.23579°E ca:Carrer de la Gleva, 10                                                     |                                            |                                                | Modifica les dades a Wikidata |
|        | casa del carrer de Sant Martí, 1-3              | Sant Hipòlit de Voltregà | casa         |                                          | 42° 01′ 00″ N, 2° 14′ 05″ E / 42.01672°N,2.23459°E ca:Carrer de Sant Martí, 1-3                                                  |                                            |                                                | Modifica les dades a Wikidata |
|        | casa del carrer de la Gleva, 58                 | Sant Hipòlit de Voltregà | casa         | 18th century                             | 42° 00′ 46″ N, 2° 14′ 11″ E / 42.01289°N,2.23641°E ca:Carrer de la Gleva, 58                                                     |                                            |                                                | Modifica les dades a Wikidata |
|        | casa del carrer dels Marquesos de Palmerola, 26 | Sant Hipòlit de Voltregà | casa         |                                          | 42° 00′ 55″ N, 2° 14′ 16″ E / 42.01535°N,2.23788°E ca:Carrer dels Marquesos de Palmerola, 26                                     |                                            |                                                | Modifica les dades a Wikidata |
|        | casa del carrer dels Marquesos de Palmerola, 8  | Sant Hipòlit de Voltregà | casa         | 19th century                             | 42° 00′ 56″ N, 2° 14′ 13″ E / 42.01554°N,2.2369°E ca:Carrer dels Marquesos de Palmerola, 8                                       |                                            |                                                | Modifica les dades a Wikidata |
|        | casa del carrer dels Marquesos de Palmerola, 92 | Sant Hipòlit de Voltregà | casa         | 1895                                     | 42° 00′ 53″ N, 2° 14′ 27″ E / 42.01474°N,2.24088°E ca:Carrer dels Marquesos de Palmerola, 92                                     |                                            |                                                | Modifica les dades a Wikidata |
|        | casa del passatge Parés, 2                      | Sant Hipòlit de Voltregà | casa         | 20th century                             | 42° 00′ 47″ N, 2° 14′ 15″ E / 42.01318°N,2.23737°E ca:Passatge Parés, 2                                                          |                                            |                                                | Modifica les dades a Wikidata |
|        | cases del carrer de Nostra Senyora de Fàtima    | Sant Hipòlit de Voltregà | casa         | 20th century                             | 42° 00′ 55″ N, 2° 14′ 32″ E / 42.01541°N,2.24228°E ca:Carrer de Nostra Senyora de Fàtima, 1-23 i 2-24 - Carrer del Progrés, 5-11 |                                            |                                                | Modifica les dades a Wikidata |
|        | el Mallol                                       | Sant Hipòlit de Voltregà | casa         | Estil: arquitectura popular 17th century | 42° 01′ 01″ N, 2° 14′ 09″ E / 42.016939°N,2.235916°E ca:C. el Mallol, 4-6, el Mallol 534 msnm                                    | bé cultural d'interès local                | El Mallol (Sant Hipòlit de Voltregà)           | Modifica les dades a Wikidata |
|        | l'Establiment                                   | Sant Hipòlit de Voltregà | casa         |                                          | 42° 00′ 55″ N, 2° 14′ 12″ E / 42.01527°N,2.23654°E ca:Plaça de la Vila, 5                                                        | bé integrant del patrimoni cultural català | L'Establiment (Sant Hipòlit de Voltregà)       | Modifica les dades a Wikidata |

## conjunt d'edificis
| imatge | Nom                            | Ubicat a                 | instància de       | Detalls      | coordenades                                                                                      | Protecció | Commons (més fotos) | Dades a WD                    |
| ------ | ------------------------------ | ------------------------ | ------------------ | ------------ | ------------------------------------------------------------------------------------------------ | --------- | ------------------- | ----------------------------- |
|        | Conjunt residencial Abat Oliba | Sant Hipòlit de Voltregà | conjunt d'edificis | 1978         | 42° 00′ 46″ N, 2° 14′ 16″ E / 42.01287°N,2.23781°E ca:Carrer de l'Abat Oliba, 1-22               |           |                     | Modifica les dades a Wikidata |
|        | La Pista                       | Sant Hipòlit de Voltregà | conjunt d'edificis | 20th century | 42° 00′ 51″ N, 2° 14′ 19″ E / 42.01406°N,2.23858°E ca:Passatge Victorià Oliveras de la Riva, s/n |           |                     | Modifica les dades a Wikidata |

## edifici
| imatge | Nom                                                 | Ubicat a                 | instància de | Detalls                                                  | coordenades | Protecció                                  | Commons (més fotos) | Dades a WD                    |
| ------ | --------------------------------------------------- | ------------------------ | ------------ | -------------------------------------------------------- | --- | ------------------------------------------ | ------------------- | ----------------------------- |
|        | CAP Sant Hipòlit                                    | Sant Hipòlit de Voltregà | edifici      |                                                          | | bé integrant del patrimoni cultural català |                     | Modifica les dades a Wikidata |
|        | Centre d'Atenció Primària                           | Sant Hipòlit de Voltregà | edifici      | 1986                                                     | 42° 00′ 57″ N, 2° 14′ 06″ E / 42.01573°N,2.235°E ca:Carrer de la Vinya, 5                                                               |                                            |                     | Modifica les dades a Wikidata |
|        | Col·legi Sagrats Cors                               | Sant Hipòlit de Voltregà | edifici      | 1889                                                     | 42° 00′ 57″ N, 2° 14′ 16″ E / 42.01588°N,2.23776°E ca:Carrer de l'Església, 4                                                           |                                            |                     | Modifica les dades a Wikidata |
|        | Corts de can Cristaire                              | Sant Hipòlit de Voltregà | edifici      | 1866                                                     | 42° 00′ 56″ N, 2° 14′ 12″ E / 42.01565°N,2.23663°E ca:Carrer de l'Església, 23-25                                                       |                                            |                     | Modifica les dades a Wikidata |
|        | Escola bressol Mare Teresa                          | Sant Hipòlit de Voltregà | edifici      | 1993                                                     | 42° 00′ 56″ N, 2° 14′ 16″ E / 42.01542°N,2.23775°E ca:Carrer dels Marquesos de Palmerola, 24                                            |                                            |                     | Modifica les dades a Wikidata |
|        | Grup Sant Salvador                                  | Sant Hipòlit de Voltregà | edifici      | 1950                                                     | 42° 00′ 54″ N, 2° 14′ 26″ E / 42.01509°N,2.24044°E ca:Carrer de Sant Antoni Maria Claret, 2 - Carrer dels Marquesos de Palmerola, 75-77 |                                            |                     | Modifica les dades a Wikidata |
|        | Magatzem del carrer dels Marquesos de Palmerola, 80 | Sant Hipòlit de Voltregà | edifici      | 20th century                                             | 42° 00′ 54″ N, 2° 14′ 25″ E / 42.01494°N,2.24031°E ca:Carrer dels Marquesos de Palmerola, 80                                            |                                            |                     | Modifica les dades a Wikidata |
|        | Rectoria                                            | Sant Hipòlit de Voltregà | edifici      |                                                          | 42° 00′ 56″ N, 2° 14′ 16″ E / 42.01562°N,2.23772°E ca:Carrer de l'Església, 11                                                          |                                            |                     | Modifica les dades a Wikidata |
|        | Tallers dAlbiral Display Solutions'                 | Sant Hipòlit de Voltregà | edifici      | 1961                                                     | 42° 00′ 57″ N, 2° 14′ 33″ E / 42.01578°N,2.24263°E ca:Carrer de Nostra Senyora de Fàtima, 25-31                                         |                                            |                     | Modifica les dades a Wikidata |
|        | Teatre Municipal                                    | Sant Hipòlit de Voltregà | edifici      |                                                          | 42° 00′ 57″ N, 2° 14′ 17″ E / 42.0159°N,2.23809°E ca:Carrer de l'Església, 2                                                            |                                            |                     | Modifica les dades a Wikidata |
|        | capella de la Mare de Déu de Lourdes                | Sant Hipòlit de Voltregà | edifici      | 1994                                                     | 42° 00′ 58″ N, 2° 14′ 03″ E / 42.01602°N,2.23425°E ca:Jardins de la Llar dels Jubilats                                                  |                                            |                     | Modifica les dades a Wikidata |
|        | els Carlins                                         | Sant Hipòlit de Voltregà | edifici      | Estil: arquitectura popular Estat: enderrocat o destruït | | bé integrant del patrimoni cultural català |                     | Modifica les dades a Wikidata |
|        | forn de pa Vall-lamora                              | Sant Hipòlit de Voltregà | edifici      |                                                          | 42° 00′ 56″ N, 2° 14′ 20″ E / 42.0155°N,2.23895°E ca:Carrer dels Marquesos de Palmerola, 37                                             |                                            |                     | Modifica les dades a Wikidata |
|        | l'Era d'en Reus                                     | Sant Hipòlit de Voltregà | edifici      |                                                          | 42° 00′ 43″ N, 2° 14′ 27″ E / 42.01183°N,2.24086°E ca:Carrer del Puig, 78                                                               |                                            |                     | Modifica les dades a Wikidata |

## element arquitectònic
| imatge | Nom                                   | Ubicat a                 | instància de          | Detalls      | coordenades                                                                                   | Protecció | Commons (més fotos) | Dades a WD                    |
| ------ | ------------------------------------- | ------------------------ | --------------------- | ------------ | --------------------------------------------------------------------------------------------- | --------- | ------------------- | ----------------------------- |
|        | Mur de pedra de l'hort de la Rectoria | Sant Hipòlit de Voltregà | element arquitectònic |              | 42° 00′ 56″ N, 2° 14′ 17″ E / 42.01546°N,2.238°E ca:Carrer dels Marquesos de Palmerola, 17-23 |           |                     | Modifica les dades a Wikidata |
|        | Pedró i capella de Sant Marc          | Sant Hipòlit de Voltregà | element arquitectònic | 1910         | 42° 00′ 48″ N, 2° 14′ 05″ E / 42.0134°N,2.23475°E ca:Turó de Sant Marc                        |           |                     | Modifica les dades a Wikidata |
|        | Placa de l'Ateneu                     | Sant Hipòlit de Voltregà | element arquitectònic | 1991         | 42° 00′ 57″ N, 2° 14′ 19″ E / 42.01587°N,2.23873°E ca:Carrer del Bisbe Morgades, 1            |           |                     | Modifica les dades a Wikidata |
|        | Tanca de còdols                       | Sant Hipòlit de Voltregà | element arquitectònic | 20th century | 42° 00′ 54″ N, 2° 14′ 13″ E / 42.01497°N,2.23692°E ca:Passatge Parés, 27                      |           |                     | Modifica les dades a Wikidata |
|        | capelleta de la casa Inés Remacho     | Sant Hipòlit de Voltregà | element arquitectònic | 1943         | 42° 01′ 03″ N, 2° 14′ 09″ E / 42.01747°N,2.23585°E ca:Carrer del Mallol, 20                   |           |                     | Modifica les dades a Wikidata |
|        | capelleta de la casa Maria Català     | Sant Hipòlit de Voltregà | element arquitectònic |              | 42° 00′ 49″ N, 2° 14′ 12″ E / 42.01359°N,2.23674°E ca:Carrer de la Gleva, 29-31               |           |                     | Modifica les dades a Wikidata |
|        | capelleta de la casa Maria Marsal     | Sant Hipòlit de Voltregà | element arquitectònic | 1901         | 42° 00′ 55″ N, 2° 14′ 19″ E / 42.01541°N,2.23864°E ca:Carrer dels Marquesos de Palmerola, 38  |           |                     | Modifica les dades a Wikidata |

## font
| imatge | Nom                              | Ubicat a                 | instància de | Detalls      | coordenades                                                                                     | Protecció | Commons (més fotos) | Dades a WD                    |
| ------ | -------------------------------- | ------------------------ | ------------ | ------------ | ----------------------------------------------------------------------------------------------- | --------- | ------------------- | ----------------------------- |
|        | Font pública                     | Sant Hipòlit de Voltregà | font         | 1947         | 42° 00′ 53″ N, 2° 14′ 28″ E / 42.01476°N,2.24108°E ca:Carrer dels Marquesos de Palmerola, 94    |           |                     | Modifica les dades a Wikidata |
|        | font de la Mare de Déu del Roser | Sant Hipòlit de Voltregà | font         |              | 42° 00′ 54″ N, 2° 14′ 10″ E / 42.01495°N,2.23604°E ca:Carrer Major, 6                           |           |                     | Modifica les dades a Wikidata |
|        | font de la Pista                 | Sant Hipòlit de Voltregà | font         | 20th century | 42° 00′ 51″ N, 2° 14′ 18″ E / 42.01424°N,2.2383°E ca:Passatge Victorià Oliveras de la Riva, s/n |           |                     | Modifica les dades a Wikidata |
|        | font del Bac                     | Sant Hipòlit de Voltregà | font         |              | 42° 00′ 51″ N, 2° 13′ 58″ E / 42.01413°N,2.23286°E ca:Torrent de la font de la Sala             |           |                     | Modifica les dades a Wikidata |
|        | font del Bolado                  | Sant Hipòlit de Voltregà | font         | 20th century | 42° 00′ 45″ N, 2° 14′ 33″ E / 42.01252°N,2.24242°E ca:Avinguda del President Tarradellas        |           |                     | Modifica les dades a Wikidata |
|        | font del Sagrat Cor              | Sant Hipòlit de Voltregà | font         | 20th century | 42° 00′ 56″ N, 2° 14′ 17″ E / 42.01547°N,2.23818°E ca:Carrer dels Marquesos de Palmerola, 23    |           |                     | Modifica les dades a Wikidata |

## jardí públic
| imatge | Nom                              | Ubicat a                 | instància de        | Detalls      | coordenades                                                                   | Protecció | Commons (més fotos) | Dades a WD                    |
| ------ | -------------------------------- | ------------------------ | ------------------- | ------------ | ----------------------------------------------------------------------------- | --------- | ------------------- | ----------------------------- |
|        | Jardins de la Llar dels Jubilats | Sant Hipòlit de Voltregà | jardí públic        | 1981         | 42° 00′ 59″ N, 2° 14′ 05″ E / 42.0163°N,2.23482°E ca:Carrer de l'Hospital, 11 |           |                     | Modifica les dades a Wikidata |
|        | Parc de Sant Marc                | Sant Hipòlit de Voltregà | jardí públic indret | 20th century | 42° 00′ 49″ N, 2° 14′ 03″ E / 42.01353°N,2.23423°E ca:Turó de Sant Marc       |           |                     | Modifica les dades a Wikidata |

## monument
| imatge | Nom                                       | Ubicat a                 | instància de | Detalls      | coordenades                                                                                      | Protecció | Commons (més fotos) | Dades a WD                    |
| ------ | ----------------------------------------- | ------------------------ | ------------ | ------------ | ------------------------------------------------------------------------------------------------ | --------- | ------------------- | ----------------------------- |
|        | Monument a Anselm Clavé                   | Sant Hipòlit de Voltregà | monument     | 1955         | 42° 00′ 57″ N, 2° 14′ 12″ E / 42.01583°N,2.2367°E ca:Plaça Anselm Clavé                          |           |                     | Modifica les dades a Wikidata |
|        | Monument a Sant Joan Baptista de la Salle | Sant Hipòlit de Voltregà | monument     | 1954         | 42° 00′ 57″ N, 2° 14′ 15″ E / 42.01581°N,2.23738°E ca:Carrer de l'Església, 6                    |           |                     | Modifica les dades a Wikidata |
|        | Monument a Victoriano Oliveras de la Riva | Sant Hipòlit de Voltregà | monument     | 20th century | 42° 00′ 51″ N, 2° 14′ 18″ E / 42.01418°N,2.23824°E ca:Passatge Victorià Oliveras de la Riva, s/n |           |                     | Modifica les dades a Wikidata |
|        | Monument al jugador d'hoquei              | Sant Hipòlit de Voltregà | monument     | 2002         | 42° 00′ 51″ N, 2° 14′ 18″ E / 42.01408°N,2.23829°E ca:Passatge Victorià Oliveras de la Riva, s/n |           |                     | Modifica les dades a Wikidata |
|        | Monument de la plaça Catalunya            | Sant Hipòlit de Voltregà | monument     | 20th century | 42° 00′ 54″ N, 2° 14′ 30″ E / 42.0151°N,2.2416°E ca:Plaça Catalunya                              |           |                     | Modifica les dades a Wikidata |

## plaça
| imatge | Nom               | Ubicat a                 | instància de | Detalls | coordenades                                                                      | Protecció | Commons (més fotos) | Dades a WD                    |
| ------ | ----------------- | ------------------------ | ------------ | ------- | -------------------------------------------------------------------------------- | --------- | ------------------- | ----------------------------- |
|        | plaça de la Gleva | Sant Hipòlit de Voltregà | plaça        |         | 42° 00′ 49″ N, 2° 14′ 12″ E / 42.0137°N,2.23673°E ca:Carrer del Puig, 1-11 i 2-8 |           |                     | Modifica les dades a Wikidata |
|        | plaça de la Vila  | Sant Hipòlit de Voltregà | plaça        |         | 42° 00′ 55″ N, 2° 14′ 11″ E / 42.01535°N,2.23641°E ca:Plaça de la Vila, 1-13     |           |                     | Modifica les dades a Wikidata |

## pont
| imatge | Nom                                | Ubicat a                 | instància de | Detalls                    | coordenades                                                                                       | Protecció | Commons (més fotos) | Dades a WD                    |
| ------ | ---------------------------------- | ------------------------ | ------------ | -------------------------- | ------------------------------------------------------------------------------------------------- | --------- | ------------------- | ----------------------------- |
|        | Pont de Malagana                   | Sant Hipòlit de Voltregà | pont         | 20th century Estat: malmès | 42° 00′ 41″ N, 2° 14′ 10″ E / 42.01136°N,2.23616°E ca:Carrer del torrent de la Noguereta 509 msnm |           |                     | Modifica les dades a Wikidata |
|        | Pont vell del torrent de Mitjavila | Sant Hipòlit de Voltregà | pont         | 1918 Estat: bon estat      | 42° 00′ 52″ N, 2° 14′ 13″ E / 42.01457°N,2.23697°E ca:Passatge Parés 516 msnm                     |           |                     | Modifica les dades a Wikidata |

## Misc
| imatge | Nom                                  | Ubicat a                 | instància de                                                                   | Detalls                          | coordenades | Protecció                                  | Commons (més fotos)                         | Dades a WD                    |
| ------ | ------------------------------------ | ------------------------ | ------------------------------------------------------------------------------ | -------------------------------- | --- | ------------------------------------------ | ------------------------------------------- | ----------------------------- |
|        | Casa de la Vila                      | Sant Hipòlit de Voltregà | casa consistorial                                                              | Estil: arquitectura popular 1627 | 42° 00′ 56″ N, 2° 14′ 11″ E / 42.015468°N,2.236453°E ca:Plaça de la Vila, 1                                                     | bé integrant del patrimoni cultural català | Casa de la Vila de Sant Hipòlit de Voltregà | Modifica les dades a Wikidata |
|        | Placa del passatge Parés             | Sant Hipòlit de Voltregà | mobiliari urbà                                                                 | 1922                             | 42° 00′ 56″ N, 2° 14′ 18″ E / 42.01553°N,2.23845°E ca:Passatge Parés, 22                                                        |                                            |                                             | Modifica les dades a Wikidata |
|        | Sant Hipòlit de Voltregà             | Sant Hipòlit de Voltregà | entitat singular de població capital municipal ens local històric de Catalunya | 3684 hab                         | 42° 00′ 56″ N, 2° 14′ 14″ E / 42.01563503°N,2.23718339°E 532 msnm                                                               |                                            |                                             | Modifica les dades a Wikidata |
|        | Sant Marc                            | Sant Hipòlit de Voltregà | muntanya                                                                       |                                  | 42° 00′ 48″ N, 2° 13′ 54″ E / 42.013439°N,2.231774°E 601 msnm                                                                   |                                            |                                             | Modifica les dades a Wikidata |
|        | església de Sant Hipòlit de Voltregà | Sant Hipòlit de Voltregà | església                                                                       | Estil: barroc 1780               | 42° 00′ 57″ N, 2° 14′ 14″ E / 42.015897°N,2.237351°E ca:Carrer de l'Església, 6                                                 | bé cultural d'interès local                | Església de Sant Hipòlit de Voltregà        | Modifica les dades a Wikidata |
|        | rellotge de sol de l'església        | Sant Hipòlit de Voltregà | rellotge de sol                                                                |                                  | 42° 00′ 58″ N, 2° 14′ 14″ E / 42.01598°N,2.23726°E ca:Carrer de l'Església, 6                                                   |                                            |                                             | Modifica les dades a Wikidata |
|        | torrent de Mitjavila                 | Sant Hipòlit de Voltregà | curs d'aigua                                                                   | 20th century                     | 42° 00′ 53″ N, 2° 14′ 16″ E / 42.01482°N,2.2378°E ca:Avinguda del President Francesc Macià - Avinguda del President Tarradellas |                                            |                                             | Modifica les dades a Wikidata |